# Ельфріда Внук
Ельфріда Внук (нім. Elfriede Wnuk; 15 лютого 1916, Мінгфен — 16 серпня 1999, Оснабрюк) — медсестра Німецького Червоного Хреста. Друга жінка, нагороджена Залізним хрестом 2-го класу під час Другої світової війни (після Ганни Райч).

## Нагороди
- Хрест медсестри Німецького Червоного Хреста в сріблі
- Медаль «За зимову кампанію на Сході 1941/42»
- Залізний хрест 2-го класу (19 вересня 1942) — за заслуги під час служби у тилових частинах на Східному фронті.
- Нагрудний знак «За поранення» в сріблі — за важкі поранення, отримані під час нальоту радянської авіації. Внаслідок поранень Внук довелось ампутувати ліву ногу.